# リウヴァ1世
リウヴァ1世 （Liuva I、生年不詳 - 572年）は、西ゴート王（在位：568年 - 572年）。

## 生涯
523年から526年まで伯爵であったリウヴェリックの子。彼は統治に最も適した人物である実の弟レオヴィギルドを見出し、フランク族のセプティマニアへの侵攻を防ぐためにレオヴィギルドと共同統治を行った。
リウヴァはアタナギルドの死と同時に即位を宣言した。彼はガリア・ナルボネンシスのドゥクス（dux、公爵）であったとみられる。
西ゴート王国を取り巻く状況の悪化は、フランク族によってもたらされた。シグベルト1世とグントラム1世はおそらく569年にアルルまでやってきている。グントラムは勝利がかかった戦いにおいて、アルルの広場を包囲した。
リウヴァはさらなる損失を防止するため、そして自分自身の領土を確保するため、自らセプティマニア国境地帯を統治したと見られる。この時期はアルルでの出来事のすぐあと、569年頃のことである。おそらくこの国境地帯は西ゴート支配下にあるヒスパニア・タラコネンシスの一部でもあり、他の州（カルタギネンシスの一部、ヒスパニア・バエティカの一部、ルシタニアの一部）を統治する弟レオヴィギルドを信用していたからこそ、国の中心から離れた辺境を治められたのだろう。
リウヴァによるこの決定は、公権力の頂点に立つと次は維持しようとする、それまでの西ゴート王たちの傾向とは異なっていた。王国の北にいるリウヴァの使命は、セプティマニア征服を非組織的に行うフランク族の南進を食い止めることであり、レオヴィギルドは、ヒスパニアの東と南に領土を持ち、新たな領土を征服しようと脅かす東ローマ帝国側と緊張関係にあった。レオヴィギルドが将来の単独統治の準備をする一方で、権力を弟と分割することにしたリウヴァは、西ゴート王国の経済回復の基礎を築いた。
リウヴァは572年に亡くなり、レオヴィギルドが単独の王となった。
リウヴァ、レオヴィギルド、レカレド1世（レオヴィギルドの次男）、リウヴァ2世（レカレド1世の子）は4代35年の王朝と見ることができ、レオヴィギルド朝と呼ぶ場合もある 。